# 林茂生
林茂生（1887年10月30日—1947年3月11日），字維屏，號耕南，是臺灣歷史上第一位取得東京帝大文學士和第二位取得哲學博士（第一位為柏林大學哲學博士劉明電）、第一位留美博士。林茂生出生於大清帝國福建台灣省臺南府鳳山縣東港，1916年取得日本東京帝國大學文學部哲學科文學士（東洋哲學專攻），1929年取得美國哥倫比亞大學哲學博士（修習教育哲學）。
返臺後，曾在長榮中學、臺南師範學校、臺北高等商業學校（今臺灣大學管理學院）、臺南高等工業學校（今成功大學）及臺南商業專門學校等學校任教。戰後，林茂生協助國民政府接收臺北帝國大學（改為國立臺灣大學），受聘為臺大教授，並一度以校務委員身分處理文學院院務。1947年3月11日，林茂生於二二八事件中被武裝人士帶走，不知所終。今日臺南市私立長榮高級中學校內為林茂生設有紀念館。

## 生平

### 早年
林茂生出生於臺南府城書香門第 ，其父林燕臣為清帝光緒年間秀才，母親郭寬則是舉人之女。基督長老教會曾於1889年聘請林燕臣為府城醫館（後為新樓醫院）宣教師教漢文及臺語，而得以接觸基督教。同年9月，林燕臣由巴克禮牧師施洗入教，曾任臺南長老教中學教務長、太平境教會長老、高雄州東港教會牧師、基督長老教會臺灣大會議員、書記及議長、臺南神學院教授等職。林茂生自幼浸濡東西經典，亦習得一手好書法。
1908年，林茂生赴日留學，先後就讀京都同志社中學及京都第三高等學校。1915年擔任臺灣留學生團體「高砂青年會」首任會長（後更名為「東京臺灣青年會」），隔年畢業於東京帝國大學文學部哲學科，專攻東洋哲學（東方哲學，主要是中國哲學），方向為「陽明學」（王陽明學說），曾發表〈王陽明の良知說〉兩篇於《東亞研究》。學成歸國後任長老教中學教務主任並教授英文，1917年與清閩浙水陸提督太子太保王得祿後裔王采蘩結婚。王采蘩畢業自日本岡山縣津山高等女學校，為第一位留日臺籍女學生，其兄王鍾麟則是臺灣文化協會理事及臺灣民眾黨中央常委。林茂生曾在1924年，臺灣文化協會於霧峰舉行的夏季學校教授「西洋文明史」、「倫理哲學」等課。

### 職涯

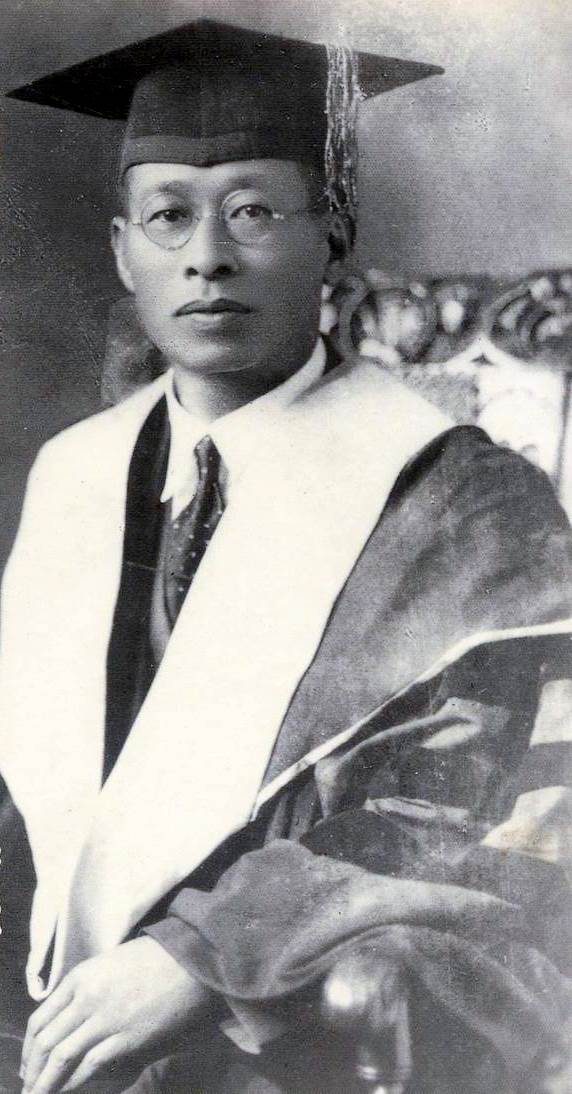
林茂生於1929年11月獲得美國哥倫比亞大學哲學博士學位

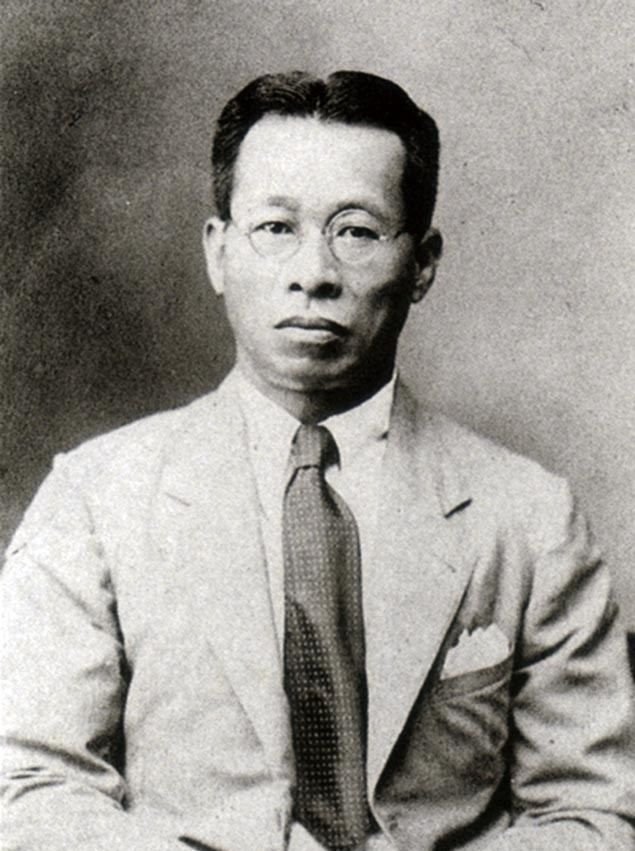
林茂生於皇民奉公會國民動員部部長任內

1920年起，始任教於臺南商業專門學校。1927年受臺灣總督府派赴美國深造，拜教育哲學家杜威及孟祿門下，隔年獲美國哥倫比亞大學教育學院碩士學位，再年獲哥倫比亞大學教育學院哲學博士學位，成為臺灣在美榮獲哲學博士之第一人。其博士論文《日本統治下臺灣的學校教育：其發展及有關文化之歷史分析與探討》（Public Education in Formosa under the Japanese Administration - A Historical and Analytical Study of the Development and the Cultural Problems）研究臺灣自荷蘭統治時期至日本統治時期教育制度與教育理念的發展過程。在哥大期間，他曾為河濱教堂彩色玻璃窗題寫「上帝是愛」漢文。1930年，林茂生返臺，擔任臺北高等商業學校教授，1931年始任臺南高等工業學校教授德文、英文，兼圖書館主任。皇民化運動期間，林茂生曾任皇民奉公會國民動員部部長；1941年，獲日本政府敘勳四等瑞寶章。

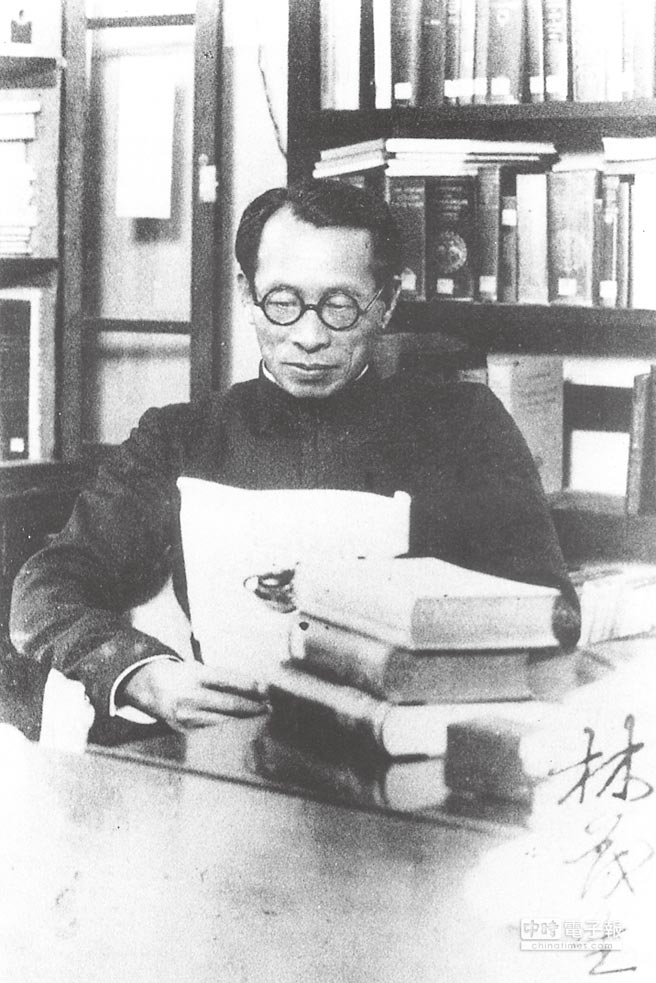
林茂生於臺大教授任內

1945年10月25日臺灣光復，林茂生在臺北中山堂發表「慶祝臺灣光復」演說。同年，應國民政府臺北帝國大學接收委員會主任委員羅宗洛之邀，出任接收委員，負責接收該校文政學部。臺北帝國大學被國府接收後，暫名「國立臺北大學」，由五位原接收委員（羅宗洛、陸志鴻、馬廷英、杜聰明、林茂生）和范壽康（臺灣省行政長官公署教育處處長，為行政長官陳儀代表）組成校務維持委員會；12月間，行政院核定「國立臺灣大學」校名，派羅宗洛任代理校長，身為校務委員的林茂生則擔任國立臺灣大學先修班（原臺北帝國大學預科）主任，同時兼理文學院院務。其間，另獲長官公署教育處聘為教員甄選委員會委員。除了臺大校務以外，林茂生還創辦《民報》，並自任社長。1945年11月18日，他在《民報》一版〈在日臺胞救濟辦法 今晚九時林茂生廣播〉中談到：「過去日本人壓迫我們剝削我們侮辱我們這是很明顯的事實，但是我們的態度，應當抱著憎其罪不憎其人的風度，......須取著『勿使母親哭』的態度才好。總之，我們要慎重說話，要慎重做事，這是我對同胞的一個希望。」林茂生主持下的《民報》多次刊發社論，批評以陳儀為首的長官公署施政。1946年9月，林茂生因對政府失望，辭去国民参政会参政员一職。

### 遇害
1947年2月底，二二八事變爆發。當年3月11日，林茂生遭六名穿便衣、帶武器、操閩南口音的人士，聲稱是臺大校長「請他去談話」，林茂生穿著睡衣自私宅挾帶上車，從此失蹤。後人推測，林茂生約於3月11日至16日期間遭到殺害。大稻埕當地人莊永德表示，自己曾在大橋頭「親眼看到」漂浮在水面上、被鐵絲綁住的林茂生屍體，身旁還有7、8具屍體。
學界現有研究，大都指稱兇手為國民黨方面特務；據時任三民主義青年團主任蔣經國呈報給國民黨總裁蔣中正之電文，聲稱林茂生要求美國提供武裝以「推翻在台政權」，而美國「已經給予經費」。而據國府二二八事件調查委員、監察使楊亮功調查所得，林茂生早已被處決之際，當局卻選擇隱瞞，事後也沒有將大體交還家屬。不過，曾任行政長官公署秘書的鄭士鎔則回憶，民政處處長周一鶚曾經向其透露，陳儀對於林茂生、宋斐如、陳炘等人遭特務殺害一事「非常悲痛」；特務「瞞著他濫捕濫殺」，殺完人還要求自己「補辦手續」追認，直斥特務「無法無天」。
2025年5月，林茂生的家族成員向臺灣台北地方法院申請死亡宣告，並於6月20日獲得裁准。

## 學術

### 思想
林茂生於1912年赴日東京帝國大學留學，受當時井上哲次郎等日本哲學家開康德以降德國觀念論結合陽明學之風氣所熏陶，於1916年發表論文兩篇，以西哲笛卡爾與康德比較漢儒朱子與陽明學說，劃下臺灣哲學近代化的里程碑，甚早於中國當代新儒家代以新康德主義為儒家學說闡釋。而林茂生以康德思想為陽明學比較，提出陽明學偏重直觀、稍有獨斷的一元唯心論傾向外，也將陽明學良知說的道德主體界定於敬天、愛仁的中心思想 。
自日學成歸國後，林茂生歷任臺灣教育界要職。赴美深造期間，拜杜威與孟祿門下，則受實用主義教育哲學影響。其博士論文，分析臺灣近代受日殖民下之公共教育，可端見受杜威等著作影響，指日本近代教育雖助長臺灣社會之進步，但應尊重啟發臺灣本身漢語文化的保留及其內在性，因此與當時日本殖民政府的皇民化政策有所扞格。受杜威教育哲學影響，林茂生就教育建構社群的主體性彰然若顯。

### 著作
林茂生的主要著作有：

#### 學位論文

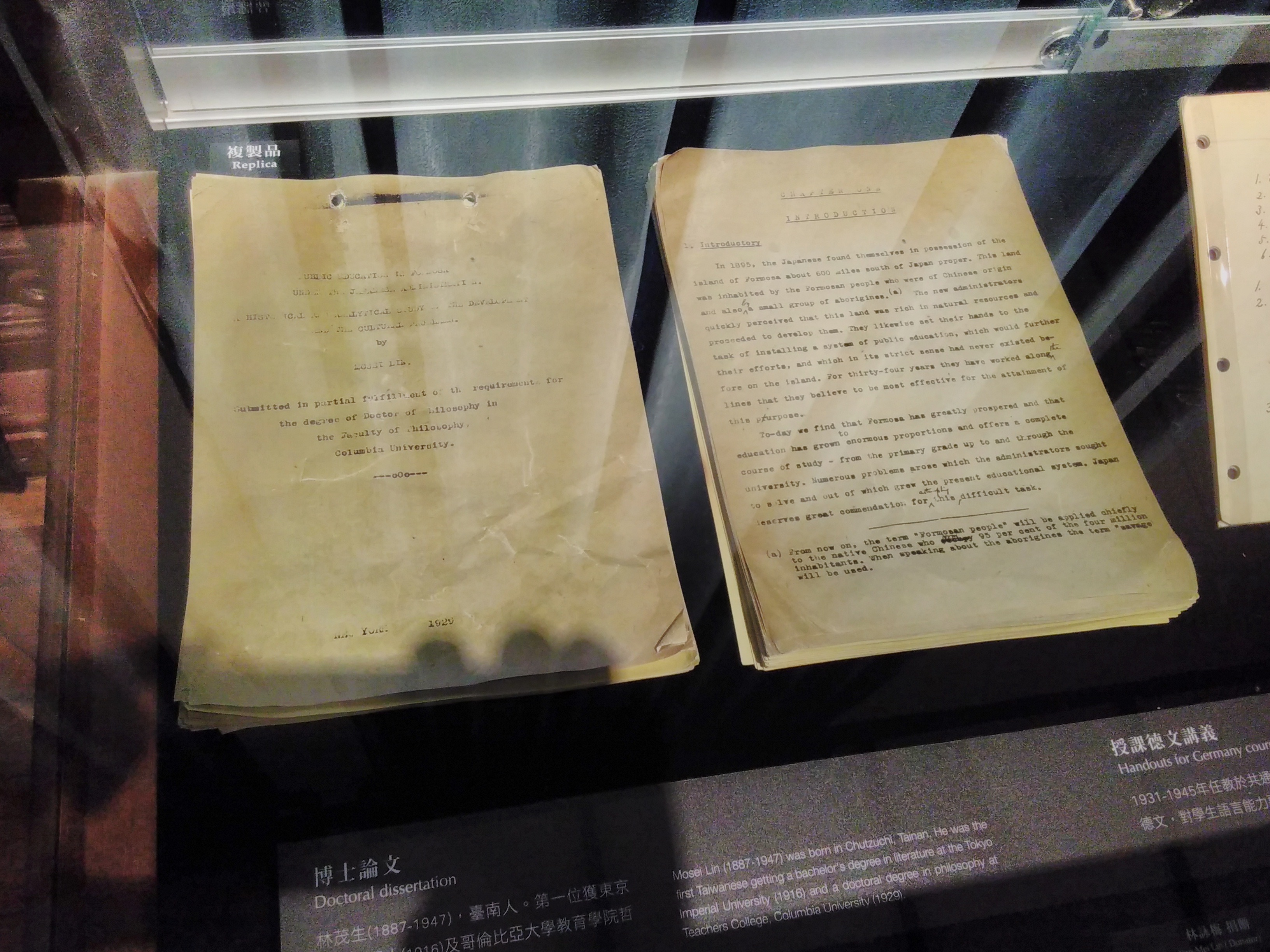
林茂生的哲學博士學位論文

- 1929 Public Education in Formosa under the Japanese Administration - A Historical and Analytical Study of the Development and the Cultural Problems [美國哥倫比亞大學哲學博士論文]（2000，《Public Education in Formosa under the Japanese Administration - A Historical and Analytical Study of the Development and the Cultural Problems》。臺北，林茂生愛鄉文化基金會；林詠梅 譯，2000，《日本統治下臺灣的學校教育：其發展及有關文化之歷史分析與探討》。臺北：新自然主義 ，2004，《日本統治下の臺灣の學校教育：開發と文化問題の歴史分析》。東京都：拓殖大學海外事情研究所華僑研究）。臺羅版：古谷昇、陳燕南[23]

#### 單篇文章

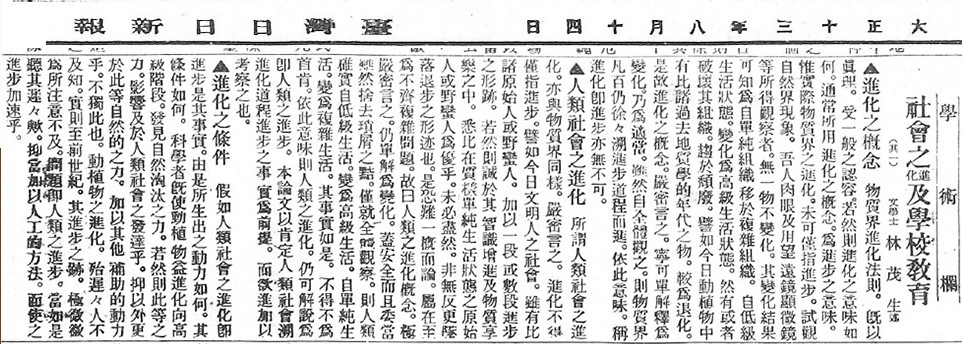
林茂生於《臺灣日日新報》所撰寫社論

- 1908〈日本消息〉，《臺南教會報》，卷282，頁86-87 [1908年9月 ]。
- 1910〈盡忠到死〉，《臺南府城教會報》，卷305，頁64 [1910年8月]。
- 1911〈雪子救人〉，《臺南府城教會報》，卷317，頁68 [1911年8月]。
- 1912〈內地宗教界近聞〉，《臺南府城教會報》，卷326，頁8 [1912年5月]。
- 1914〈敬弔廖三仲君〉，《台灣教會報》，卷355，頁3 [1914年10月]。
- 1916〈王陽明の良知說〉（上），《東亞研究》，卷6號8，頁45-55（東京帝國大學，大正5年9月）。
- 1916〈忘れられたる應用問題の一部面〉，《教材研究》，卷14期12，頁32-36（大阪府師範學校々友會，大正5年12月1日）。
- 1917〈王陽明の良知說〉（下），《東亞研究》，卷6號11、12，頁56-72（東京帝國大學，大正6年1月）。
- 1924〈社會之進化及學校教育〉其一，《臺灣日日新報》[大正13年8月14日]。
- 1924〈社會之進化及學校教育〉其二，《臺灣日日新報》[大正13年8月16日]。
- 1924〈社會之進化及學校教育〉其三，《臺灣日日新報》[大正13年8月17日]。
- 1924〈社會之進化及學校教育〉其四，《臺灣日日新報》[大正13年8月19日]。
- 1924〈社會之進化及學校教育〉其五，《臺灣日日新報》[大正13年8月21日]。
- 1924〈社會之進化及學校教育〉其六，《臺灣日日新報》[大正13年8月24日]。
- 1924〈社會之進化及學校教育〉其七，《臺灣日日新報》[大正13年8月25日]。
- 1924〈社會之進化及學校教育〉其八，《臺灣日日新報》[大正13年8月27日]。
- 1924〈「カント」の生涯〉，《輔仁》，號1，頁 12-14（臺南：長老教中學）。
- 1924〈戲齣：路得改教〉，《臺南府城教會報》，卷476，頁10 [1924年11月]。
- 1924〈戲齣：路得改教〉，《臺南府城教會報》，卷477，頁11 [1924年12月]。
- 1925〈本校創立四十週年之回顧〉，《輔仁》，號2，頁 1-6（臺南：長老教中學）。
- 1925〈故吳先生鏡秋弔詞〉，《臺灣教育》，號277，頁3-4 [大正14年7月1日]。
- 1925〈戲齣：路得改教〉，《臺南府城教會報》，卷478，頁10 [1925年1月]。
- 1925〈戲齣：路得改教〉，《臺南府城教會報》，卷479，頁14 [1925年2月]。
- 1928〈歲晩有感〉，《臺灣日日新報》，版4 [昭和3年2月18日]。
- 1929〈ウイネツカ案の批判的研究〉，《輔仁》，號6，頁 1-5（臺南長老教中學刊物）。
- 1930〈祝臺灣新民報發刊十週年〉，《臺灣新民報》，版16  [昭和5年7月16日]。
- 1931〈第四十五週年紀念日ヲ迎へて〉，《輔仁》，號8，頁 6-10。
- 1933〈基督教文明史觀〉，《臺灣教會公報》，卷574，頁9 [昭和8年1月]。
- 1933〈基督教文明史觀〉，《臺灣教會公報》，卷575，頁10 [昭和8年2月]。
- 1933〈基督教文明史觀〉，《臺灣教會公報》，卷577，頁8  [昭和8年4月]。
- 1933〈數念過去ê人〉，《臺灣教會公報》，卷577，頁10 [昭和8年4月]。
- 1933〈宗教心理學講座〉，《臺灣教會公報》，卷579，頁20-21 [昭和8年6月]。
- 1933〈基督教文明史觀〉，《臺灣教會公報》，卷580，頁10 [昭和8年7月]。
- 1933〈基督教文明史觀〉，《臺灣教會公報》，卷581，頁8 [昭和8年8月]。
- 1933〈宗教心理學講座〉，《臺灣教會公報》，卷582，頁3 [昭和8年9月]。
- 1933〈基督教文明史觀〉，《臺灣教會公報》，卷583，頁10 [昭和8年10月]。
- 1933〈新台灣話陳列館〉，《臺灣教會公報》，卷584，頁10 [昭和8年11月]。
- 1933〈新台灣話陳列館〉，《臺灣教會公報》，卷585，頁10 [昭和8年12月]。
- 1934〈新台灣話的陳列館〉，《臺灣教會公報》，卷586，頁11 [昭和9年1月]。
- 1934〈新台灣話的陳列館〉，《臺灣教會公報》，卷587，頁6 [昭和9年2月]。
- 1934〈新台灣話的陳列館〉，《臺灣教會公報》，卷588，頁10 [昭和9年3月]。
- 1934〈新台灣話陳列館〉，《臺灣教會公報》，卷589，頁9 [昭和9年4月]。
- 1934〈新台灣話的陳列館〉，《臺灣教會公報》，卷590，頁9 [昭和9年5月]。
- 1934〈一切關係を　斷つ　林茂生氏語る〉，《臺灣日日新報》，版7 [昭和9年5月19日]。
- 1934〈斷一切關係〉，《臺灣日日新報》，版4 [昭和9年5月20日]。
- 1934〈新台灣話的陳列館〉，《臺灣教會公報》，卷591，頁9 [昭和9年6月]。
- 1934〈新台灣話的陳列館〉，《臺灣教會公報》，卷592，頁8 [昭和9年7月]。
- 1934〈新台灣話的陳列館〉，《臺灣教會公報》，卷593，頁4 [昭和9年8月]。
- 1934〈新台灣話的陳列館〉，《臺灣教會公報》，卷594，頁5 [昭和9年9月]。
- 1934〈新台灣話的陳列館〉，《臺灣教會公報》，卷595，頁6 [昭和9年10月]。
- 1934〈新台灣話的陳列館〉，《臺灣教會公報》，卷596，頁9 [昭和9年11月]。
- 1934〈附錄：英台俗語對照〉，《臺灣教會公報》，卷596，頁10 [昭和9年11月]。
- 1934〈新台灣話的陳列館〉，《臺灣教會公報》，卷597，頁9 [昭和9年12月]。
- 1935〈談話室〉，《臺灣婦人界》，頁63-65 [昭和10年5月10日]。
- 1937〈臺灣新民報創刊十週年賀詞〉，《臺灣新民報》，號322 [昭和12年7月16日]。
- 1944〈不可能より可能へ〉，《新建設》，頁9［皇民奉公會中央本部編，昭和19年3月1日]。
- 1944〈本島青年に寄す〉，《新建設》，頁15-16 ［皇民奉公會中央本部編，昭和19年6月1日］。
- 1944/45〈國語の習熟を語る─林茂生與森田俊介對談〉，《臺灣新報》，頁4-8 。
- 1945〈祝詞〉，《前鋒》，期1 [民國34年10月25日]。
- 1945〈八月十五日以後〉，《前鋒》，期1 [民國34年10月25日]。
- 1945〈在日臺胞救濟辦法今晚九時林茂生廣播〉，《民報》[民國34年11月18日]。
- 1945〈臺灣文化之革命〉，《民報》，版2 [民國34年11月19日]。

## 個人生活
林茂生與妻子王采蘩育有九名子女，其中長男林宗正為醫學士，次男林宗義是日本東京帝國大學醫學士、東京大學醫學博士，為腦神經科學及精神醫學權威（1964至1969年間執掌世界衛生組織心理衛生項目，對精神分裂研究貢獻頗鉅）。幼子林宗光是美國德雷克大學歷史學教授。

## 延伸閱讀

#### 專書
- 張炎憲、胡慧玲、黎澄貴，1996，《臺北都會二二八》。臺北：吳三連臺灣史料基金會。
- 戴國煇、葉芸芸，1993，《愛憎二二八》。臺北：遠流。
- 李東華，2014，《光復初期臺大校史研究（1945-1950）》。臺北：國立臺灣大學出版中心。
- 李筱峰，1996，〈林茂生‧陳炘和他們的時代〉。臺北：玉山社。
- 林淑芬（編），2003，〈桃源在何許：林茂生詩墨展導覽手冊〉。臺北：臺北市文化局。
- 羅福全，2003，《臺灣近代化百年への探索と林茂生》。東京：亞東親善協会。
- 臺南長榮高級中學，1991，《林茂生博士紀念專輯》。臺南：臺南長榮高級中學。
- 駒込武，2015，《世界史のなかの臺湾植民地支配 ：臺南長老教中学校からの視座》。東京：岩波書店。

#### 期刊文章
- 三野和惠，2015，〈林茂生「基督教文明史観」(1932-3)を読む〉，《教育史フォーラム》，號10 ，頁65-84。
- 張妙娟，2004，〈臺灣教會公報：林茂生作品介紹〉，《臺灣風物》 期54，頁45-69。
- 黃崇修，2016，〈日本陽明學發展氛圍下的臺灣思想家林茂生〉，洪子偉（編），《存在交涉：日治時期的臺灣哲學》，頁63-90。臺北：聯經。
- 戚嘉林，2009，〈林茂生之死─解構臺獨史觀下的二二八〉，《海峽評論》，期219，頁58-62。
- 曹永洋，2002，〈林茂生與臺南府城〉。《臺南文化》，卷53，頁86-92。
- 李東華，2005，〈論陸志鴻治校風格與臺大文學院（1946.8~1948.5）〉，《臺大歷史學報》，期36，頁267-315。
- 李東華，2006，〈光復初期（1945-50）的民族情感與省籍衝突—從臺灣大學的接收改制做觀察〉，《臺大文史哲學報》，期65，頁183-221。
- 杜忠誥，2008，〈桃源在何許－林茂生書法初探〉，《中華書道》，期60，頁19-29。
- 林宗義，1996，〈我的父親林茂生〉，《島嶼愛戀》，頁5。臺北：玉山社。
- 林惠萱，2008，〈臺灣教育史 臺灣第一位哲學博士：林茂生〉，《人本教育札記》，5月號，頁110-111。
- 王昭文，2009，〈開明的基督徒教育家―林茂生〉，《新使者》，期114，頁52-55。
- 祝若穎，2011，〈日治後期杜威教育思想在臺灣之引進與實踐〉，《當代教育研究季刊》，卷19期1，頁145-193。
- 祝若穎，2016，〈臺灣哲學之軌跡─林茂生的西方近代教育思想之探究〉，洪子偉（編），《存在交涉：日治時期的臺灣哲學》，頁91-118。臺北：聯經。
- 羅福全（著），張良澤（譯），2003，〈臺灣近代百年之探索與林茂生〉，《臺灣文學評論》，期3，頁146-57。
- 羅福全，2003，〈臺湾近代化百年への探索と林茂生(抜粋)〉，《アジアレポート》，卷40號344，頁21-24。
- 莊惠惇，2000，〈二二八受難的教育家林茂生〉，《臺北人物誌》，冊2，頁12。臺北：臺北市政府。
- 蘇瑤崇，2004，〈葛超智（George H. Kerr）、託管論與二二八事件之關係〉，《國史館學術集刊》，期4，頁46-47。
- 鄭加泰，1994，〈在長榮中學的林茂生〉，《新使者》，期24，頁29-33。
- 鄭喜恒，2019，〈杜威的教育哲學與林茂生的哲學實踐〉，洪子偉、鄧敦民（編），《啟蒙與反叛─臺灣哲學的百年浪潮》。臺北：國立臺灣大學出版中心。
- 錢慶安，1983，〈靑山碧海長存一紀念臺灣思想家林茂生〉，《臺灣近代人物集（一）》。臺灣北：玉山社。
- 陳慈美，2006，〈臺灣環境倫理的建構─從林茂生、蔣渭水、原住民、李奧波〉，《當代雜誌》，期226，頁42-55。
- 駒込武、李明芳，2003，〈臺南長老教中學神社參拜問題─踏繪式的權力型態〉，《中外文學》，卷31期10，頁43-80。
- 黃彰健，2004，〈林茂生之死考〉，《歷史月刊》，期193，頁135-146。

#### 學位論文
- 楊正堂，2004，《林茂生文化理念與教育實踐》。花蓮：東華大學教育研究所碩士論文。
- 王昭文，2009，《日治時期臺灣基督徒知識分子與社會運動（1920-1930 年代）》。臺南：成功大學歷史學系學位論文。
- 陳美伶，1994，《林茂生文教活動之研究（1887-1947）》。臺北：國立臺灣師範大學教育學系碩士論文。
- 黃淑英，2005，《民報與戰後初期的臺灣》。臺北：臺灣師範大學歷史學系碩士論文。

#### 研討會論文
- 張妙娟，2002，〈臺灣教會公報中林茂生作品之介紹〉，《殖民地教育、日本留學與臺灣社會─紀念林茂生先生國際學術研討會》。臺北：中央研究院臺灣史研究所籌備處、臺灣大學歷史學系、日本同志社大學。
- 森川真規雄，2002，〈傳統的延續：臺灣人留學生、同志社與文化傳統〉，《殖民地教育、日本留學與臺灣社會─紀念林茂生先生國際學術研討會》。臺北：中央研究院臺灣史研究所籌備處、臺灣大學歷史學系、日本同志社大學。
- 河口充勇，2002，〈從殖民地精英到臺灣的中產階級：同志社大學校友會臺灣支部的五十年〉，《殖民地教育、日本留學與臺灣社會─紀念林茂生先生國際學術研討會》。臺北：中央研究院臺灣史研究所籌備處、臺灣大學歷史學系、日本同志社大學。
- 蔡有義，2002，〈戰前日本留學與地方精英網絡：以同志社臺灣校友為例 同志社臺灣校友的姻親網絡〉，《殖民地教育、日本留學與臺灣社會─紀念林茂生先生國際學術研討會》。臺北：中央研究院臺灣史研究所籌備處、臺灣大學歷史學系、日本同志社大學。
- 逄軍，2002，〈日本留學與周邊的認同：以新臺灣人的生活史為例〉，《殖民地教育、日本留學與臺灣社會─紀念林茂生先生國際學術研討會》。臺北：中央研究院臺灣史研究所籌備處、臺灣大學歷史學系、日本同志社大學。
- 阪口直樹，2002，〈周再賜與臺灣留學生〉，《殖民地教育、日本留學與臺灣社會─紀念林茂生先生國際學術研討會》。臺北：中央研究院臺灣史研究所籌備處、臺灣大學歷史學系、日本同志社大學。
- 陳其南，2002，〈日據臺灣殖民現代性的建立〉，《殖民地教育、日本留學與臺灣社會─紀念林茂生先生國際學術研討會》。臺北：中央研究院臺灣史研究所籌備處、臺灣大學歷史學系、日本同志社大學。
- 駒込武，2002，〈林茂生和臺南長老教中學〉，《殖民地教育、日本留學與臺灣社會─紀念林茂生先生國際學術研討會》。臺北：中央研究院臺灣史研究所籌備處、臺灣大學歷史學系、日本同志社大學。
- 駒込武，2002，〈林茂生與殖民地式的近代：殖民地教育與近代教育之間〉，《殖民主義與現代性的再檢討國際學術研討會論文集》。臺北：中央研究院臺灣史研究所籌備處。

#### 視聽資料
- 公共電視，2004，〈傅斯年‧林茂生‧尹仲容〉，《臺灣百年人物誌》，季2。臺北：公共電視。
- 國立空中大學，2002，〈第30講：林茂生─二二八事件的受難菁英〉，《臺灣歷史人物與事件》。臺北：國立空中大學。
- 國立教育資料館，2006，〈臺灣歷史人物與事件〉。臺北：國立教育資料館。

## 參看
- 二二八事件
- 長榮中學校
- 臺灣民報
- 民報
- 臺灣文化協會
- 臺灣哲學

## 外部連結
- 長榮高級中學，《林茂生紀念館簡介》。
- 中央研究院「日治臺灣哲學與實存運動」研究計畫，《日治時期臺灣哲學文獻清單列表 （页面存档备份，存于）》。
- 臺灣大學哲學系，《臺灣哲學研究資料庫 （页面存档备份，存于）》。
- 中央研究院數位文化中心「典藏臺灣」數位典藏計畫，《林茂生書法匾額 賀體仁分院 （页面存档备份，存于）》（暨南國際大學人類學研究所建置，埔里長老教會「謝緯紀念青年營地」賴貫一牧師所有）。
- 臺灣清華大學「葉榮鐘全集、文書及文庫」數位資料館，《臺灣文化協會 霧峰夏季學校  林茂生教授「西洋文明史」、「倫理哲學」等課 [1924 年7、8 月] 材料》（葉榮鐘家屬捐贈）。
- 中央研究院臺灣史研究所 臺灣史檔案資源系統，《高再祝與林茂生、高再得等合影 （页面存档备份，存于）》。
- 中央研究院臺灣史研究所 臺灣史檔案資源系統，《林茂生與王采蘩結婚式 （页面存档备份，存于）》。
- 國立臺灣師範大學 臺灣文化及語言文學研究所，《林茂生發表於「臺南府城教會報」、「臺灣教會報」、「臺灣教會公報」等著作 （页面存档备份，存于）》。
- 賴永祥長老史料庫，《林茂生博士文獻 （页面存档备份，存于）》。
- 國立臺灣歷史博物館，〈林茂生參與臺大校務會議紀錄與簽名〉，《228．七Ｏ：我們的二二八特展 2016/11/29-2017/05/21》。
- 李筱峰，〈台灣哲人的悲劇─林茂生博士紀念館開幕感言〉（2004年4月7日刊於自由時報），《李筱峰個人網站》。
- 張肇烜，〈在二二八中消逝的臺灣第一位留美博士：林茂生 （页面存档备份，存于）〉，《想想論壇》[2017-02-21]。
- 民視臺灣演義，《第一留美博士 林茂生 （页面存档备份，存于）》 [2017-07-23]。
- YouTube上的林茂生手筆「上帝是愛」在紐約Riverside Church教堂左邊第三個彩色玻璃窗的左下方，始於0分35秒